# Медресе Матрасулбая Мирзабоши
Медресе Матрасулбай Мирзабаши (или Медресе Мухаммад Расул Мирзабаши) — исторический объект в городе Хива, Хорезмская область. Медресе, основанное в 1905 году (в некоторых источниках указан 1906 год), сегодня находится по адресу: махалля «Ичан-кала», улица Пахлавона Махмуда, 7. Медресе построил Мухаммад Матрасулбай Мирзабаши, сын хивинского поэта и композитора Мухаммада Нияза Мирзабаши (Камиля Хорезми). Матрасулбай Мирзабаши родился в 1839 году и получил начальное образование у своего отца Камиля Хорезми. Он также выучил иностранные языки у Кази Абдуллы. В частности, он хорошо знал арабский и персидский языки, был знаком с восточной поэзией. В 1906 году при поддержке отца Матрасулбай основал первую в Средней Азии нотную запись для ударных инструментов.
Матрасулбай Мирзабаши скончался в 1921 году в возрасте 83 лет.
Постановлением Кабинета Министров Республики Узбекистан от 4 октября 2019 года исторический объект включён в национальный список недвижимого имущества, объектов материального культурного наследия, и взят под государственную охрану. В настоящее время медресе на праве оперативного управления государственного музея-заповедника «Ичан Кала» принадлежит государственной собственности.

## История строительства и расположение медресе
В некоторых источниках говорится, что этот исторический объект является самым маленьким медресе Хивы. Медресе было настолько маленьким, что в нём вообще не соблюдались традиционные методы строительства. Медресе Матрасулбай Мирзабаши расположено с северной стороны медресе Шергази-хана, у дороги, и имеет одноэтажные деревянные двери с изящной резьбой. Сегодня в здании медресе действуют ткацкая мастерская и магазин ковров.